# Bravo (canal de televisión)
Bravo es un canal de televisión por suscripción estadounidense, propiedad de NBCUniversal. Originalmente se centraba en programas referentes a bellas artes y películas, aunque actualmente el canal emite una mezcla de programas sobre telerrealidad dirigidos fundamentalmente a mujeres entre 25 y 54 años de edad, junto con series dramáticas y películas recién estrenadas en cines.
Las oficinas corporativas de Bravo están localizadas en el GE Building en Nueva York. Andy Cohen, quien además presenta el late night talk show Watch What Happens: Live y creó la franquicia de The Real Housewives, ejerce de Vicepresidente Senior de Producción y Programación. En junio de 2013, Bravo llegó a casi 95 millones de hogares en los Estados Unidos.
En agosto de 2013, aproximadamente 94,129,000 de hogares estadounidenses (82.42% de hogares con televisión) reciben Bravo.

## Historia
Bravo originalmente fue lanzado como un canal de pago libre de publicidad el 1 de diciembre de 1980, propiedad de Rainbow Media, división de Cablevision. El canal pretendió ser "el primer servicio de televisión dedicado a películas y artes escénicas". El canal originalmente emitía su programación dos días a la semana, y compartía su espacio con el canal de pago para adultos Escapade, el cual emitía películas de porno blando. En 1981, Bravo tenía 48,000 suscriptores a través de los Estados Unidos; esta cifra se incrementó en cuatro años hasta cerca de 350,000 suscriptores. Un perfil de 1985 de Bravo en The New York Times observó que la mayoría de su programación consistía en cine independiente, internacional y clásico. Famosos como E. G. Marshall y Roberta Peters proporcionaron comentarios de apertura y cierre a la emisión de las películas en este canal.
Los programas de artes escénicas vistos en Bravo incluían el show Jazz Counterpoint. Durante mediados de los 80, Bravo se convirtió de un servicio premium a un canal de cable básico, aunque siguió siendo un servicio libre de anuncios. Bravo firmó un contrato de underwriting con Texaco en 1992 y en un mes se emitió la primera producción de Texaco Showcase, una adaptación teatral de Romeo and Juliet. A mediados de los 90, Bravo empezó a incorporar más patrocinios de underwriting del estilo de PBS, y después empezó a aceptar tradicionales anuncios comerciales en 1998.
En la Enciclopedia de la Televisión, Megan Mullen percibió ciertos programas de Bravo como "demasiado arriesgados o eclécticos para canales dominantes". Estos programas eran Karaoke y Cold Lazarus, el serial del guionista británico Dennis Potter emitido por Bravo en junio de 1997, y la serie de documentales de Michael Moore The Awful Truth de 1999.
En 1999, Metro-Goldwyn-Mayer adquirió el 20% del canal, el cual revendió a Rainbow Media en 2001. NBC compró el canal en 2002 por $1.25 billones; había sido dueño de participaciones en el canal y de otros canales hermanos durante varios años. La compañía padre de NBC, General Electric fusionó el canal y otras de cable y abiertas con Vivendi Universal Entertainment en mayo de 2004 para formar NBC Universal.
A principios de los años 2000, Bravo cambió su formato de centrarse en artes escénicas, drama y cine independiente a centrarse en la cultura pop tales como con los reality shows, programas de moda y de cambios de aspecto, y de famosos. El "cambio" de Bravo ocurrió en 2003 con el reality show Queer Eye for the Straight Guy, el cual le hizo ganar 3.5 millones de espectadores. Entertainment Weekly pone "los reality shows de Bravo" en su lista de "lo-mejor" del fin de la década, diciendo, "Desde los fabulosos cinco de Queer Eye for the Straight Guy hasta las fieras fashionistas de Project Runway o a las Amas de Casa permanentemente bronceadas, la peculiar programación de telerrealidad de Bravo mezcla la alta cultura con los bajos escrúpulos para crear una televisión deliciosamente adictiva."
Un estudio lanzado en mayo de 2008 situaba a Bravo como una de las marcas para reconocidas entre los consumidores gais. La edad demográfica de Bravo es entre 18 a 54 años, de acuerdo con el Cable Television Advertising Bureau.

## Programación
La programación de Bravo incluye principalmente contenido de telerrealidad. Los más populares son The Real Housewives y Inside the Actors Studio, así como las franquicias de Top Chef y Flipping Out. El canal también emite reposiciones de series de su canal padre NBC y ocasionalmente de otros canales propiedad de NBCUniversal; series fuera de la red, incluyendo  las de NBCUniversal Television Distribution; y presenta películas, principalmente del catálogo de Universal Pictures. Bravo utiliza bloques de programación tanto para sus nuevos shows como para los ya existentes como el bloque "Fashion By Bravo".

### Programación de deportes
Seguidamente de su adquisición por NBC, Bravo empezó a cubrir a NBC Sports en los Juegos Olímpicos, emitiendo eventos en directo durante la noche y por las mañanas en las Juegos Olímpicos de Atenas 2004; esta cobertura continuó con los Juegos Olímpicos de Invierno de 2006. El canal no cubrió nada de los Juegos de 2008, ya que NBC Universal había adquirido Oxygen, permitiendo a Bravo continuar con su programación normal durante la cobertura de NBC de los Juegos. En Juegos de 2012, el canal sirvió como hogar casi-exclusivo para los torneos de tenis en Wimbledon, con hasta 56 horas de cobertura excepto por las finales de individuales masculinos y femeninos, las cuales se emitieron en NBC.

## Alta definición
La alta definición 1080i emite simultáneamente el contenido de Bravo lanzado el 3 de octubre de 2007, llamado HD by Bravo en la línea de la marca del canal. Está disponible en la mayoría de proveedores, incluidos todos los servicios de satélite y telecomunicaciones. 
Es el segundo canal en alta definición de Bravo; el actual Universal HD fue originalmente lanzado como Bravo HD+ en agosto de 2003. Bravo HD+ tenía un horario completamente diferente que el principal canal Bravo y sólo emitía los programas producidos en HD. 

## Relaciones con otros canalesBravointernacionales

### Australia
Un canal australiano llamado Arena renombró su presentación on-air en 2008 para alinearse con Bravo como resultado de un acuerdo con Bravo Media. Arena usa el antiguo eslogan de Bravo "Watch What Happens" y tiene acceso a la programación producida por Bravo.

### Canadá
Una versión canadiense de Bravo fue lanzada en 1995 por CHUM Limited. El canal originalmente emitía los mismos géneros que su homólogo estadounidense. Sin embargo, desde el cambio de Bravo U.S. a la programación de telerrealidad, el canal canadiense de Bravo empezó a emitir más dramas, y con su adopción de un nuevo logo en 2012 con poco parecido al de Bravo U.S., ahora mismo no hay conexión entre los dos canales más que el nombre en común. El canal aún emite unas pocas series relacionadas con el arte emitidas por Bravo U.S. (tales como Inside the Actors Studio y Work of Art), pero debido a las regulaciones de la Comisión de Radio-televisión y Telecomunicaciones Canadienses (CRTC), las cuales requieren al canal emitir aún programas relacionados con artes, Bravo Canadá no emite la gran mayoría de los reality shows emitidos en el canal estadounidense – la mayoría han sido comprados por canales canadienses específicos tales como Slice y HGTV Canada.

### Reino Unido
En el Reino Unido, un canal de televisión llamado Bravo fue lanzado en 1995 independientemente del de Estados Unidos. El canal británico, que cerró el 1 de enero de 2011, se centraba en programación para hombres, y nunca emitió programas de artes o cultura pop, ni programación del canal estadounidense.